# Arnór Dan Arnarson
Arnór Dan Arnarson (thường hay gọi là Arnór Dan) là một ca sĩ người Iceland, thành viên hát chính cho ban nhạc rock Agent Fresco, thường xuyên cộng tác cùng với nhà soạn nhạc, nhạc công nổi tiếng người Iceland Ólafur Arnalds.  Anh từng được vinh danh là giọng hát nam của năm tại lễ trao giải Icelandic Music Awards năm 2016.

## Sự nghiệp
Arnór Dan bắt đầu sự nghiệp âm nhạc mình tại một ban nhạc trung học gọi là Rosa. 
Vào năm 2008, anh đã cùng ban nhạc rock Agent Fresco, cho phát hành hai album và một EP. 
Anh cũng thường xuyên hợp tác cùng với nhạc công - nhà soạn nhạc người Iceland Ólafur Arnalds. Tham gia góp giọng một phần cho bốn bài hát album For Now I Am Winter của Ólafur Arnalds năm 2013 và năm 2015 tiếp tục góp giọng cho các bài hát như: So Close, So Far, và Take My Leave of You ở soundtrack của Boardchurch, cũng do chính Arnalds sáng tác. 
Tuy vậy, đối với nhiều khán giả ngoài lãnh thổ Iceland, nhất là khán giả châu Á lại biết anh qua bài hát Von (Tựa Anh: Hope) - một trong ba bài hát anh góp giọng trong bản Original Soundtrack bộ anime Terror in Resonance sản xuất năm 2014, được thực hiện cùng nhà soạn nhạc nổi tiếng của Nhật Bản Kanno Yoko. 
Vào năm 2018, Arnór Dan debut đơn với bài hát Stone by Stone, được viết lời bởi Janus Rasmussen của Kiammos và Sakaris Emil Joensen.
Hiện tại nam ca sĩ là một trong những đại sứ về các vấn đề môi trường biển cho tổ chức Hòa bình xanh

## Đời tư
Nam ca sĩ có đời tư khá kín tiếng. Anh có một người vợ kết hôn năm 2019 và một người con gái chào đời năm 2020.  

## Các tác phẩm âm nhạc

### Với Agent Fresco
Albums
- A Long Time Listening (2010)
- Destrier (2015)

EPs
- Lightbulb Universe (2008)

### Solo
Singles
- "Stone by Stone" (2018)

### Các đóng góp âm nhạc- hợp tác
- "Út" Föstudagurinn Langi (Úlfur Úlfur, 2011)
- "For Now I Am Winter" For Now I Am Winter (Ólafur Arnalds, 2013)
- "A Stutter" For Now I Am Winter (Ólafur Arnalds, 2013)
- "Reclaim" For Now I Am Winter (Ólafur Arnalds, 2013)
- "Old Skin" For Now I Am Winter (Ólafur Arnalds, 2013)
- "No. Other" For Now I Am Winter (Ólafur Arnalds, 2013)
- "Von" Terror in Resonance OST (Yoko Kanno, 2014)
- "Birden" Terror in Resonance OST (Yoko Kanno, 2014)
- "Bless" Terror in Resonance OST (Yoko Kanno, 2014)
- "Akkeri" Tvær Plánetur (Úlfur Úlfur, 2015)
- "So Close" Broadchurch OST (Ólafur Arnalds, 2015)
- "So Far" Broadchurch OST (Ólafur Arnalds, 2015)
- "Say My Name" (Destiny's Child cover) Late Night Tales: Ólafur Arnalds (Ólafur Arnalds, 2016)
- "Waves" Waves - Single (Hugar, 2016)[5]
- "Take My Leave of You" Broadchurch - The Final Chapter (Music from the Original TV Series) (Ólafur Arnalds, 2017)
- "Gravity" Made in Abyss Original Soundtrack 3 (Kevin Penkin, 2022)